# The Walking Dead: The Road to Woodbury
The Walking Dead: The Road to Woodbury (no Brasil: The Walking Dead: O Caminho Para Woodbury; em Portugal: The Walking Dead: A Estrada de Woodbury) é um romance pós-apocalíptico e terror escrito por Robert Kirkman e Jay Bonansinga, e lançado nos Estados Unidos em 16 de outubro de 2012. O romance é um spin-off da série de quadrinhos The Walking Dead e explora a história mais afundo de uma das personagens mais infames da série, Lilly Caul. The Road to Woodbury é o segundo de uma trilogia de romances, precedido por The Walking Dead: Rise of the Governor e sucedido por The Walking Dead: The Fall of the Governor (Partes I e II).

## Enredo
A história começa em um acampamento, onde um grupo de sobreviventes tenta levar a vida da melhor maneira possível. É lá onde vive a assustada Lilly Caul, que encontrou refúgio no grupo juntamente com sua amiga Megan Lafferty. Com a chegada de mais sobreviventes, ela se apaixona por Joshua Hamilton, e Megan por Scott Moon.
Mais tarde, Lilly, que estava como babá dos filhos de Chad Brigman, se descuida e deixa uma das crianças ser atacada e morta por um zumbi durante um ataque ao acampamento. Lilly é obrigada a fugir após Joshua matar Chad por ameaçá-la de morte. Lilly, junto de Megan, Scott e o ex-médico do exército Bob Stookey, deixam o acampamento. 
O pequeno grupo começa uma jornada em busca de um lugar seguro para viver. No meio do caminho, Lilly e Joshua se aproximam cada vez mais, enquanto Megan e Scott passam a usar drogas e terem relações sexuais frequentemente. A batalha pela sobrevivência chega ao fim quando eles são encontrados por Martinez e levados para Woodbury, uma espécie de oásis em meio ao caos. O grupo conhece Philip Blake, o líder do lugar, que também se apresenta como “o Governador”, um apelido que a população lhe deu.
Em Woodbury, Philip se mostra perturbado e completamente ensandecido, onde cuida de sua cidade acreditando fazer o bem para todos. A comunidade vive a base do escambo, e suas habilidades são mais valiosas do que dinheiro ou qualquer outra coisa. Uma nova sociedade está se formando pós-apocalipse e ninguém tem coragem de enfrentar o Governador. 
Ainda temendo os mortos-vivos, o Governador procura por aquários junto de Scott, que após voltarem com os objetos, pergunta qual tipo de peixe ele pretende criar nos aquários, e o sádico responde que não serão peixes, e sim cabeças decapitadas, e a primeira que ele coloca em um dos aquários é a do próprio Scott.
Após a morte abafada de Scott e eventualmente a morte de Joshua devido a um sistema de troca, Lilly passa a desconfiar das políticas da cidade. O grupo dos recém-chegados passa a ficar distante um dos outros; Megan começa a se prostituir em troca de drogas e Bob se torna um alcoólatra que faz amizade com o Governador, onde cria uma empatia por Bob por se parecer com seu pai. Nesse círclo de amizade, Bob pede ao Governador para ter uma noite sexual com Megan, que lhe atende o pedido, porém, durante uma noite com o Governador, Megan vê a cabeça decapitada de Scott no aquário e abalada, se suicida. 
No decorrer da trama, Lilly passa de uma mulher frágil para uma guerreira que luta para sobreviver em meio ao caos, e após a morte de Megan, ela recruta o Dr. Stevens e Alice para desmascarar o Governador. Martinez também concorda em participar do plano, onde eles iriam capturar Philip em uma noite na arena de batalha que este último havia criado para o entretenimento da população, e levá-lo para floresta para executa-lo.
No entanto, o plano falha, com o Governador descobrindo a trama, mas tendo que lutar por sua vida ao unir forças com Lilly e os outros para enfrentar uma horda de mortos-vivos. Por fim, o Governador faz um compromisso para acabar com o sistema de troca na cidade. Após o anúncio, o Governador faz Lilly e todos os seus rebeldes sobreviventes serem iscas de cadáveres como punição, mas resolve retirar sua ordem, lembrando-lhes que ele poderia ter matado-os facilmente.

## Personagens
- Josh Lee Hamilton
- Lilly Caul
- Everett Ray Caul
- Bob Stookey
- Brenda Stookey
- Philip Blake
- Chad Bingham
- Donna Bingham
- Sarah Bingham
- Lydia Bingham
- Mary Bingham
- Ruthie Bingham
- Megan Lafferty
- Caesar Martinez
- Scott Moon
- Penny Blake

### Mortos
- Brenda Stookey
- Everett Ray Caul
- Sarah Bingham
- Chad Bingham
- Josh Lee Hamilton
- Scott Moon
- Megan Lafferty
- Penny Blake

## Recepção
Examiner.com disse:
O romance se desenvolve .  .  . a história a fundo os conecta, dando profundidade às pessoas que permaneceram em grande parte mistérios nos quadrinhos. Para os leitores de quadrinhos, o romance está repleto de Easter egg de conexões surpresas, tornando-o não apenas divertido, mas necessariamente para preencher as lacunas deixadas pelos quadrinhos .  .  . 'The Road to Woodbury' é uma leitura essencial para qualquer fã de 'The Walking Dead'.